# Artjis
Artjis (armeniska: Արճիս) är en ort i Armenien. Den ligger i provinsen Tavusj, i den norra delen av landet, 110 km norr om huvudstaden Jerevan. Artjis ligger 754 meter över havet och antalet invånare är 1 235.
Terrängen runt Artjis är huvudsakligen kuperad, men åt sydväst är den bergig. Närmaste större samhälle är Nojemberjan, 10,3 km öster om Artjis. 
I omgivningarna runt Artjis växer i huvudsak lövfällande lövskog. Runt Artjis är det ganska tätbefolkat, med 58 invånare per kvadratkilometer.